# Raniero Brus
Raniero Brus (en francés: Renier Brus; fallecido después del 5 de febrero de 1138) fue el señor de Banias como vasallo del principado de Galilea en el reino de Jerusalén.
Raniero recibió Banias alrededor de 1128 como un feudo hereditario, después de que los nizaríes (o secta de los asesinos) cedieran el territorio durante reinado de Balduino II de Jerusalén. Raniero había poseído anteriormente el señorío de Assebebe (Subeibeh) hasta que este se fusionó con Banias.
Raniero estuvo casado dos veces. Su primera esposa fue tomada prisionera por los musulmanes alrededor de 1133 cuando las tropas de Damasco conquistaron la ciudad de Banias durante su ausencia. Poco después de haber sido liberada en 1135, Raniero dejó que entrara en un convento después de decirle que había sido violada durante su cautiverio. Después de su muerte, se casó en segundas nupcias con Inés de Bures, pariente de Guillermo I de Bures, príncipe de Galilea, quien se casó luego de la muerte de Brus con Gerardo de Sidón.
Después de que los cruzados lograran reconquistar la ciudad entre 1137 y 1138, la entregaron nuevamente a su antiguo señor. Raniero es mencionado por última vez en un documento el 5 de febrero de 1138, después de lo cual pudo haber fallecido.
De su primer matrimonio tuvo una hija que se casó con Hunfredo II de Torón, quien sucedió a su suegro como señor de Banias.